# Stalowa Wola Centrum
Stalowa Wola Centrum – przystanek osobowy położony w centrum Stalowej Woli, w województwie podkarpackim, w Polsce.

## Ruch pasażerski
| Rok  | Wymiana pasażerska na dobę |
| ---- | -------------------------- |
| 2017 | 100-149                    |
| 2022 | 200-299                    |

Przystanek powstał w związku z rosnącym zapotrzebowaniem na ruch pasażerski w na tym obszarze miasta, a także ze względu na dużą odległość od stacji w Rozwadowie. Za czasów PRL istniały plany budowy w tym miejscu dworca kolejowego, jednak z biegiem lat zostały one porzucone. Na początku obok przystanku istniała mała kasa biletowa, następnie sprzedaż biletów przeniesiono na pobliski dworzec PKS aby w końcu całkowicie zlikwidować sprzedaż biletów kolejowych na terenie całej Stalowej Woli. Obecnie na przystanku zatrzymują się pociągi REGIO oraz PKP Intercity. Przez stację przebiega bocznica do Huty Stalowa Wola. Przystanek posiada jeden peron częściowo zadaszony, nigdy nie posiadał sygnalizacji.